# 福井弓子
福井 弓子（ふくい ゆみこ、1971年10月12日 - ）は、元NHKのアナウンサー。

## 人物
詳細は基礎情報を参照。愛知県立時習館高等学校を経て上智大学を卒業し、同大学院修了後NHKにアナウンサーとして入局。同期に島津有理子と膳場貴子がいた。
初任地山口局では小野文惠の後釜として配属された。2局目の大阪局勤務時に退職、その後の消息は不明。

## 主な出演番組
- ウイークエンド関西 （メインキャスター）
- NHKニュースおはよう日本
- NHKニュースおはよう関西
- その時歴史が動いた